# Émile Herbillon

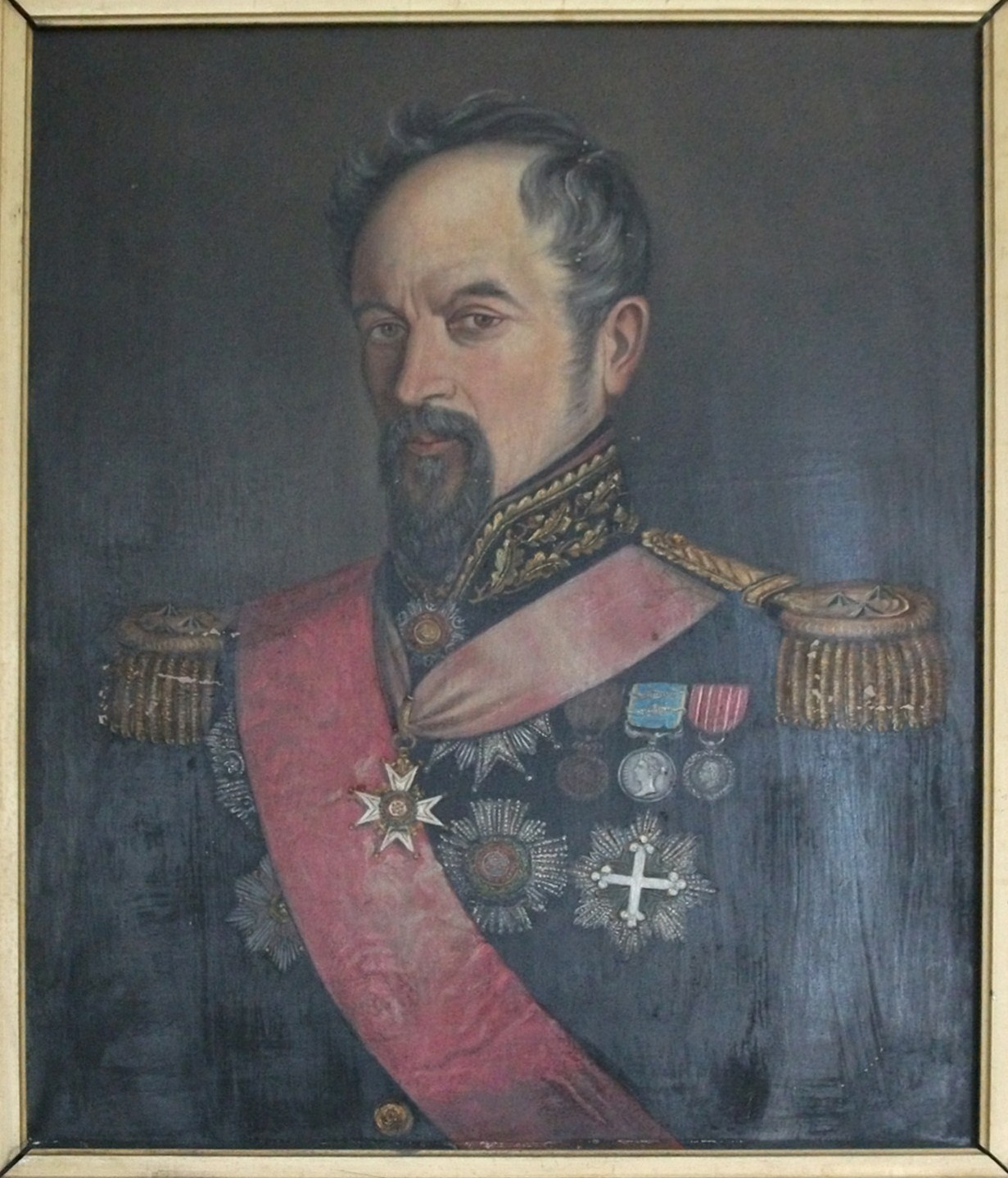
Émile Herbillon – Kupferstich im Musée des beaux-arts et d'archéologie von Châlons-en-Champagne

Émile Herbillon (* Tridi Germinal II / 23. März 1794 in Châlons-en-Champagne; † 24. April 1866 in Paris) war ein französischer Général de division.

## Leben
Émile Herbillon war der Sohn von Nicolas Martin Herbillon und dessen Ehefrau Marie Magdelaine Sophie Del. Obwohl für die Verwaltungslaufbahn bestimmt, meldete er sich 1813 freiwillig zu den Jägern zu Fuß (Chasseurs-à-pied de la Garde Impériale) der kaiserlichen Garde auch wenn sich zu diesem Zeitpunkt bereits der militärische Niedergang des Imperiums abzuzeichnen begann. Herbillon kämpfte in den letzten Campagnen des Kaiserreichs, so auch in der Schlacht bei Waterloo. Nach der Wiederherstellung des Königreichs (Restauration) wurde er mit Halbsold in die königliche Armee übernommen. 
Im Jahre 1816 wurde er zum Lieutenant und 1825 zum (Capitaine) befördert. Nach dem Feldzug nach Spanien im Jahr 1823, an dem er im Gefolge von Louis de France Herzogs von Angoulème teilnahm um die dortige Revolution niederzuschlagen, wurde Herbillion nach Nordafrika versetzt, wo er unter Bugeaud und Lamoricière an der Eroberung Algeriens teilnahm. Im Jahre 1842 wurde er zum Lieutenant-colonel des 62. Linien-Infanterieregiments (62e régiment d’infanterie de ligne) und am 28. Januar 1846 zum Colonel und im gleichen Jahr noch zum Maréchal de camp befördert. 
Als Interimskommandant der algerischen Provinz unterwarf er die Kabylei, das Gebiet des Auris-Gebirges (eine Hochgebirgslandschaft im Bereich des Atlas Massivs) und eroberte Zaatcha 1849. Nach seiner Rückkehr nach Frankreich wurde er im Jahre 1851 zum Général de division befördert. Während des Krimkrieges kommandierte er am 16. August 1855 erfolgreich die französischen Truppen in der Schlacht von Traktir gegen Russland.
Nach dem Friedensschluss wurde er als Mitglied in das „Comité consultatif de l’infanterie“ berufen und erhielt 1859 das Militärkommando in Genua übertragen. Neben anderen Auszeichnungen wurde ihm 1855 das Großkreuz der Ehrenlegion verliehen. Im Jahre 1863 wurde er zum „Senator des Zweiten Kaiserreich“ (Sénateur du Second Empire) ernannt. Er starb am 24. April 1866 in Paris und wurde vier Tage später in seiner Heimatstadt Châlons-en-Champagne bestattet. Sein Sohn Émile Alexandre Herbillon (1826–1893) war ebenfalls Colonel der französischen Streitkräfte.

## Namensgeber
Das Dorf Chetaïbi in Algerien trug den Namen „Herbillon“  bis zur algerischen Unabhängigkeit – auch das Fort de la Pompelle bei Reims hieß ursprünglich „Fort Herbillon“.

## Militärischer Werdegang
- Füsilier in den Gardejägern (Chasseurs de la Garde) am 24. Dezember 1813;
- Leutnant (Sous-lieutenant) im 108. Linien-Infanterieregiment (108e Régiment d’infanterie de ligne) am 9. Februar 1914 (bestätigt am 13. September 1814)
- Oberleutnant (Lieutenant) in der „Légion départementale de la Marne“ am  11. September 1816;[5]
- Hauptmann (Capitaine) im (wahrscheinlich) 91. Linien-Infanterieregiment (91e Régiment d’infanterie de ligne) am 16. September 1825
- Capitaine adjudant major im gleichen Regiment, am 26. Mai 1826 zum 1. Linien-Infanterieregiment  (1er Régiment d’infanterie de ligne) versetzt ;
- Lieutenant colonel im 62. Linien-Infanterieregiment (62e Régiment d’infanterie de ligne) 1841;
- Colonel und Regimentskommandeur des 67. Linien-Infanterieregiments (67e Régiment d’infanterie de ligne) am 28. Januar 1846
- Maréchal de camp 1846

## Auszeichnungen (Auswahl)
- Chevalier der Ehrenlegion am 9. Oktober 1834;
- Officier der Ehrenlegionam 29. April 1841;
- Commandeur der Ehrenlegion am 20. August 1845;
- Grand-officier der Ehrenlegion am 26. April 1850;
- Grand-croix der Ehrenlegion im Jahre 1856
- Krimmedaille (Médaille de Crimée).